# Ombre nel paradiso
Ombre nel paradiso (Varjoja paratiisissa) è un film del 1986 scritto e diretto da Aki Kaurismäki.
Apre la cosiddetta "Trilogia dei perdenti", che prosegue con Ariel (1988) e si conclude con La fiammiferaia (1990).

## Trama
Nikander, taciturno e solitario autista di camion per una azienda di raccolta rifiuti urbani, conosce Ilona, cassiera di un supermercato, e tra i due comincia una relazione. Licenziata ingiustamente, Ilona ruba l'incasso al capo negozio, ma Nikander la salva dalla polizia riportando la refurtiva al negozio. Per i modi timidi e strani di Nikander la relazione si interrompe dopo che Ilona ha trovato un nuovo lavoro come commessa. Nikander, triste per la rottura, una sera viene picchiato da due balordi e finisce in ospedale. Lì comprende l'affetto che prova per Ilona e scappa dall'ospedale per proporle una luna di miele a Tallin. Ilona accetta e Melartin, amico e collega di Nikander, li porta in camion al traghetto sovietico pronto a salpare.

## Colonna sonora
Il film contiene musiche di Nardis, Hank Mitzell, Pentii Kosken Trio, Topi Sorsakoski & Agents, Albert Collins, Safka, John Lee Hooker, Elmore James, Antti Ortamo, Guty Cardenas e Marstio.